# Joey Mercury
Pour les articles homonymes, voir Birch.
Adam Birch est un catcheur américain né le 18 juillet 1979. Il travaille actuellement à la World Wrestling Entertainment en tant qu’entraîneur au WWE Performance Center, l'école de catch de la fédération, et comme catcheur sous le nom de Joey Mercury.

## Carrière

### Débuts (1996-2000)
Birch est entraîné par Jimmy Cicero (en) et commence sa carrière, sous le nom de Joey Matthews, à l'Independent Professional Wrestling Alliance, une fédération de Virginie où il perd face à Steve Corino,. Il travaille alors dans diverses fédérations du circuit indépendant de la côte est des États-Unis. Le 6 septembre 1997, il remporte son premier titre en devenant champion poids-lourds légers de la National Wrestling Alliance (NWA) 2000, un des territoires de la NWA du New Jersey, après sa victoire sur Christian York et perd ce titre face à ce dernier le 3 janvier 1998. Entretemps, il remporte avec York le championnat par équipe de la Mid-Eastern Wrestling Federation, une fédération du Maryland, le 23 octobre et perdent ce titre le 13 novembre,. Il a aussi été membre de l'Organization of Modern Extreme Grappling Arts (OMEGA), une fédération créée par Matt et Jeff Hardy. 
Après avoir remporté des titres par équipes avec Christian York, ils rejoignent en 2000 l'Extreme Championship Wrestling (ECW). Ils participent en janvier 2001 à la finale de pay-per-view Guilty as Charged. York et Matthews font une courte apparition à la World Championship Wrestling avant que la fédération ne soit rachetée en mars 2001.

### Circuit indépendant (2001-2004)
Il commence avec Chris Hero mais perd il entre en rivalité avec lui et effectue un face-turn et termine sa rivalité en gagnant contre ce dernier

### World Wrestling Entertainment (2004-2007)
Il débute à la WWE avec son partenaire Johnny Nitro, ils interrompent un Carlito's Cabana et défient Eddie Guerrero et Rey Mysterio, les Tag Team Champions.
Accompagnés de Melina, ils gagnent le WWE Tag Team Championship 3 fois.
À Armageddon 2006, il se blesse gravement au nez à cause d'une mauvaise manœuvre des Hardy Boyz, les semaines suivantes il porte un masque pour éviter qu'il ne se prenne un coup, mais cela n'empêche pas Matt Hardy de le lui enlever et de le frapper au nez lors d'un match de qualification pour le Money In The Bank Ladder Match à WrestleMania 23.

### Circuit indépendant (2007-2008)
Matthew fis sa première apparition après sa libération de WWE était le 21 avril pour la Northeast Wrestling, quand lui et Romeo Roselli ont vaincu les NOW. Il a continué à apparaitre dans des émissions de la MCW, Independent Wrestling Association Mid-South et la New York Wrestling Connection, rivalisant avec les lutteurs comme Alex Shelley, Tyler Black et Brother Runt. Matthew a lutté dans Tout l'américain Luttant (AAW) en juillet de 2007, où il a perdu à Eric Priest. Il a fait une autre apparence le 29 septembre, en se réunifiant avec Christian York,pour finalement perdre contre les Champions d'Équipe d'AAW, The Motor City Machineguns (Chris Sabin et Alex Shelley).
Birch retourne ensuite lutter sur le circuit indépendant.
En septembre de 2007, Matthews a commencé à travailler pour OVW comme entraîneur pour la classe intermédiaire. Il a aussi rivalisé dans des dark match à TNA Bound for glory en octobre de 2007, il a rivalisé dans des dark match, où il a associé à Johnny Swinger perdant face aux The Motor City Machineguns. Pour le reste de 2007, Matthews a travaillé pour les promotions indépendantes, en incluant le Catch Avantageux Non branché et la Fédération Unie de Catch.
le 25 janvier 2008, Matthews est revenu à ROH comme le plus nouveau membre de l'Âge de la Chute (AotF), où il a fait équipe avec Jimmy Jacobs perdant contre Roderick Strong et Romero Roselli. la nuit suivante, Matthews a perdu à Mark Briscoe. Matthews a été surtout utilisé dans un rôle d'équipe comme un membre de l'AotF, en associant aux membres de fraction minoritaire pareils comme Tyler  et Necro. Pendant ce temps, il a continué à travailler pour d'autres promotions et le 12 mars, il a vaincu Jamin Olivencia pour gagner le Championnat OVW Television championship. Après les défenses réussies contre Olivencia, il a laissé tomber le titre de Tommy McNailer il y a un mois plus tard le 16 avril. Il a continué à lutter pour ROH jusqu'à ROH until Battle For Supremacy, quand lui et Jimmy Jacobs ont perdu à Kevin Steen et à El Generico, dans ce qui était son dernier match à la ROH.
Il a continué à lutter pour OVW et a aussi fait des apparitions pour MCW et pour la German Stampede Wrestling. En octobre de 2008, Matthews a annoncé sa retraite du catch professionnel en raison de sa blessure à l'œil.

### Retour à la World Wrestling Entertainment (2010-2017)

#### The Straight-Edge Society (2010)
Joey Mercury fait son retour lors de Extreme Rules 2010 en apparaissant masqué et en attaquant Rey Mysterio lors de son match contre CM Punk. Son identité resta caché pendant de multiples semaines, et il est apparu à de multiples reprises pour venir en aide à CM Punk, Luke Gallows et Serena avec qui il formait la Straight-Edge Society. Son identité est révélée lors du SmackDown du 23 juillet, lorsque le Big Show lui enlève son masque de force. Son pseudonyme est passé de Joey Mercury à Joseph Mercury. Il participa à un match par équipe handicap avec la Straight-Edge Society contre le Big Show lors de SummerSlam, où son équipe perd. Peu de temps après, il subit une blessure. Durant sa blessure, la Straight-Edge Society prend fin. À la fin du mois de janvier 2011, il disparaît du roster de SmackDown.

#### Entraîneur à la FCW et NXT (2011-2014)
Il continue à travailler pour la WWE en tant qu'entraîneur à la FCW, centre de développement de la WWE, qui devient plus tard la NXT. Il participe exceptionnellement à un house show en 2012, où il fait équipe avec Santino Marella contre Dolph Ziggler et Jack Swagger.
Par la suite, il a déménagé dans un rôle de producteur pour le roster principal.

#### The Authority: J&J Security (2014-2015)
À partir de la mi-2014, Mercury a commencé à faire des apparitions occasionnelles à l'écran de The Authority avec Jamie Noble. Le duo a été fréquemment utilisé comme hommes de main, l'exécution de diverses tâches pour Triple H. Ils sont appelés J&J Security et sont chargés de la sécurité de Seth Rollins. Des tensions se créaient entre Seth Rollins et J&J Security lorsque Dean Ambrose vole la ceinture du champion du monde Seth Rollins lors de Elimination Chamber 2015. Le 23 juin à RAW, ils se font attaquer par Brock Lesnar alors qu'ils essayaient eux-mêmes de l'attaquer afin que Lesnar ne détruise pas Seth Rollins mais se fait complètement briser le bras par un Kimura Lock.
En janvier 2017, la WWE met fin à son contrat.

### Circuit Indépendant (2017-...)
Le 25 novembre lors de Wrestlecade Super Show, il perd contre Ryback.
Le 2 mars 2018 lors de Wrestlefest XXII, il perd avec Caleb Conley contre Rey Mysterio et Flip Gordon. 

### House of Hardcore (2017-...)
Le 11 août lors de House of Hardcore 32, il bat Bull James. Le 12 août lors de House of Hardcore 33, il bat Tommy Dreamer. Le 17 novembre 2017 lors de House of Hardcore 34, il perd avec Spirit Squad et Nick Aldis contre Little Guido, Tommy Dreamer, Super Crazzy et Shane Douglas. Le 18 novembre lors de House of Hardcore 35, il bat Tommy Dreamer dans un First Blood Match.  Le 2 décembre, lors de House of Hardcore 36, il perd contre Austin Aries. Le 26 janvier 2018 lors de House of Hardcore 37, il perd avec Nick Aldis contre Tommy Dreamer et Billy Gunn.
Le 13 juillet lors de House of Hardcore  47, il perd face à Tommy Dreamer au cours d'un First Blood match.
Le 14 juillet lors de House of Hardcore 48, il bat Caveman Ugg.

### Ring of Honor (2018-...)
Le 19 mai 2018, il devient entraîneur au dojo de la Ring of Honor situé à Baltimore.

### Lucha Underground (2018)
Le 31 août 2018, il assiste au mariage de Johnny Mundo, il se fait alors ainsi que toutes les personnes présentes au mariage attaquer par Matanza Ceto. Le 6 septembre 2018 lors de l'épisode 13 de la saison 4 de la Lucha Underground, il perd contre Matanza Cueto.

## Palmarès

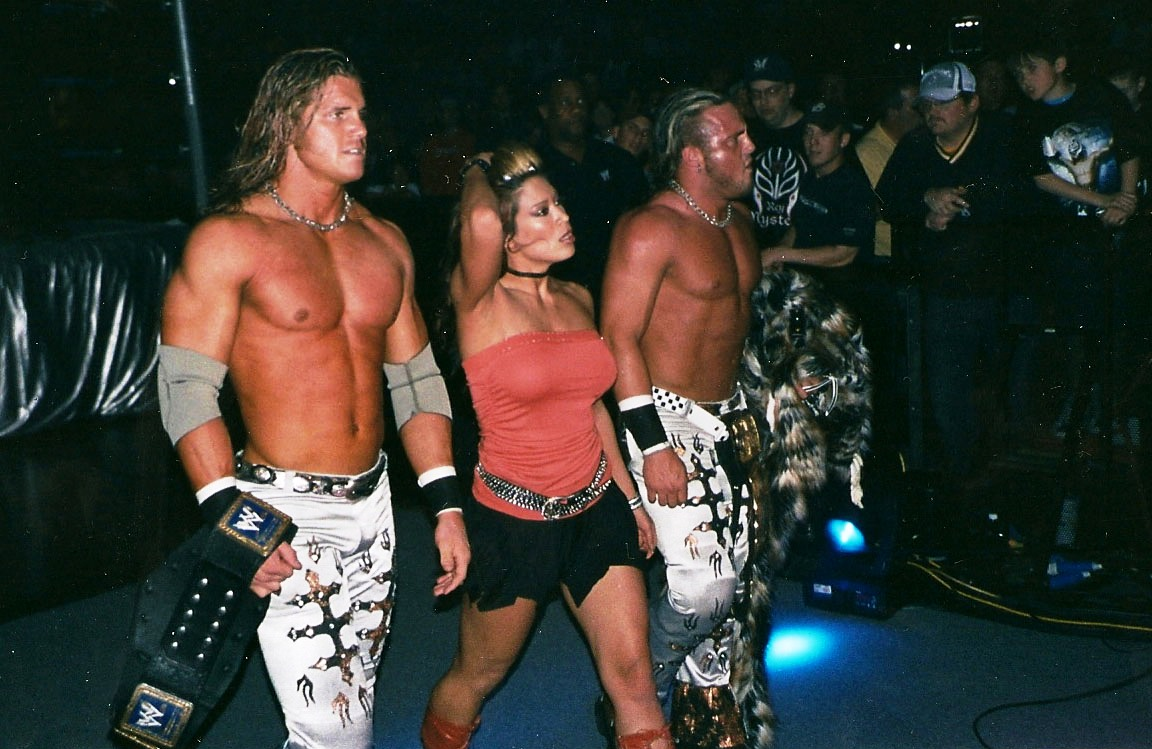
L'équipe MNM (John Morrison, Melina Perez et Joey Mercury) en 2006.

- Atlantic Terror Championship Wrestling
  - 1 fois Champion par équipes de la ATCW avec Christian York[2]

- American Wrestling Council
  - 1 fois Champion Poids-Mi-Lourds de la AWC[1]

- Dynamite Championship Wrestling
  - 1 fois Champion par équipes de la DCW avec Christian York

- Independent Professional Wrestling Alliance
  - 2 fois Champion Poids-Mi-Lourds de la IPWA[2]
  - 1 fois Champion par équipes de la IPWA avec Mark Shrader[2]

- Maryland Championship Wrestling
  - 1 fois Champion Poids-Lourds de la MCW[24]
  - 1 fois Champion Poids-Lourds-légers de la MCW[25]
  - 1 fois Champion Rage de la Télévision de la MCW [26]
  - 2 fois Champion par équipes de la MCW avec Christian York[27]
  - Vainqueur de la Shane Shamrock Memorial Cup en 2001

- Mid-Eastern Wrestling Federation
  - 1 fois Champion par équipes de la MEWF avec Christian York[2]

- National Wrestling Alliance
  - 1 fois Champion Poids-Mi-Lourds de la NWA 2000[4]
  - 1 fois Champion du Monde par équipes de la NWA avec Christian York[28]

- New York Wrestling Connection
  - 1 fois Champion Poids-Lourds de la NYWC[29]

- Organization of Modern Extreme Grappling Arts
  - 2 fois Champion Poids-Mi-lourds de la OMEGA[30]

- Ohio Valley Wrestling
  - 1 fois Champion de la Télévision de la OVW
  - 1 fois Champion par équipes de la OVW avec Johnny Nitro[31]

- Pro-Pain Pro Wrestling
  - 1 fois Champion Poids-Lourds de la 3PW[2]

- Pro Wrestling Illustrated
  - Équipe de l'année en 2005 avec Johnny Nitro[32]

- Southern Championship Wrestling
  - 3 fois Champion Poids-Lourds des Juniors de la SCW[2]

- Steel City Wrestling
  - 1 fois Champion par équipes de la SCW avec Christian York[2]

- Vanguard Championship Wrestling
  - 1 fois Champion par équipes de la VCW avec Christian York

- Virginia (Vanguard) Championship Wrestling
  - 1 fois Champion par équipes de la VCW avec Christian York[2]

- World Wrestling Entertainment
  - 3 fois Champion par équipes de la WWE avec Johnny Nitro[8]